# Innan dagen
Innan dagen är en kortfilm från 1997, skriven och regisserad av Jonas Felixon.

## Handling
En ung man tömmer sin lägenhet på sin flickväns saker. Morgonen därpå ska hon hämta upp dem.

## Om filmen
Filmen hade premiär på Pustervik i Göteborg den 1 februari 1997.

## Rollista
- Mårten Klingberg – Erik
- Tanja Svedjeström – Anna

### Webbkällor
- Innan dagen på Svensk Filmdatabas